# Turner Csaba
Turner Csaba (Sopron, 1956. január 19.[forrás?] –) labdarúgó, hátvéd.

## Pályafutása
Az MTK-VM csapatában mutatkozott be az élvonalban 1978. augusztus 26-án a Dunaújváros ellen, ahol csapata 3–0-ra győzött. 1978 és 1987 között 199 bajnoki mérkőzésen szerepelt és hét gólt szerzett. Tagja volt az 1986–87-es idény bajnokcsapatának. Utolsó élvonalbeli bajnoki mérkőzésen az Újpesti Dózsa ellen 4–0-s vereséget szenvedett csapata.

## Sikerei, díjai
- Magyar bajnokság
  - bajnok: 1986–87